# Liste der Ehrenmitglieder des Vereins für die Geschichte Berlins
Die Ehrenmitgliedschaft des Vereins für die Geschichte Berlins wird an Mitglieder vergeben, die sich "durch gemeinnützige oder wissenschaftliche Leistungen in Bezug auf die Geschichtsschreibung oder durch besondere Förderung der Vereinszwecke verdient gemacht haben" (Satzung des Vereins, §4). Zum ersten Ehrenmitglied wurde 1871 der Geheime Hofrat Louis Schneider ernannt. Die beiden aktuellen Ehrenmitglieder sind Eberhard Diepgen und Walter Momper.

## Ehrenmitglieder (alphabetisch)

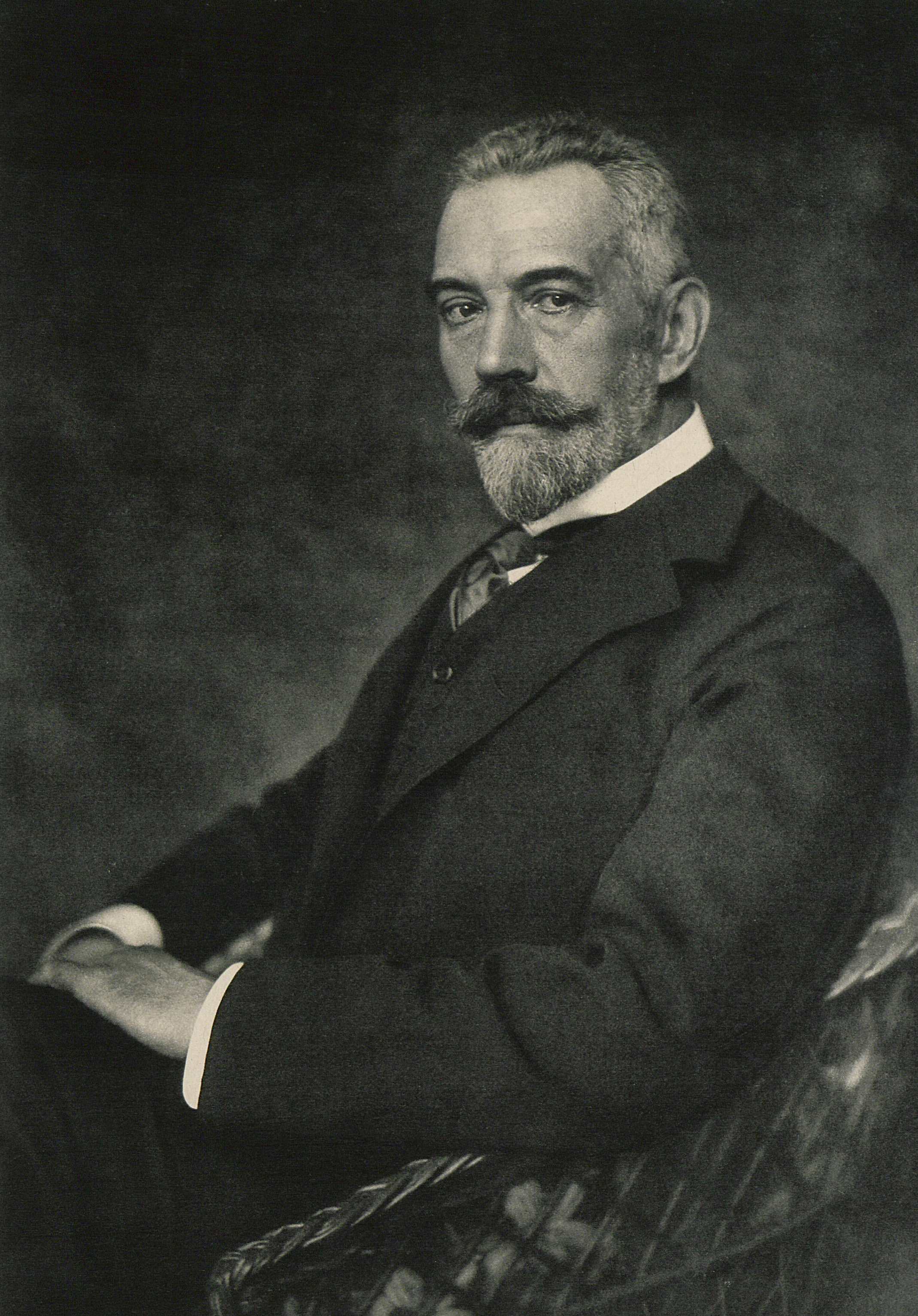
Reichskanzler Theobald von Bethmann Hollweg

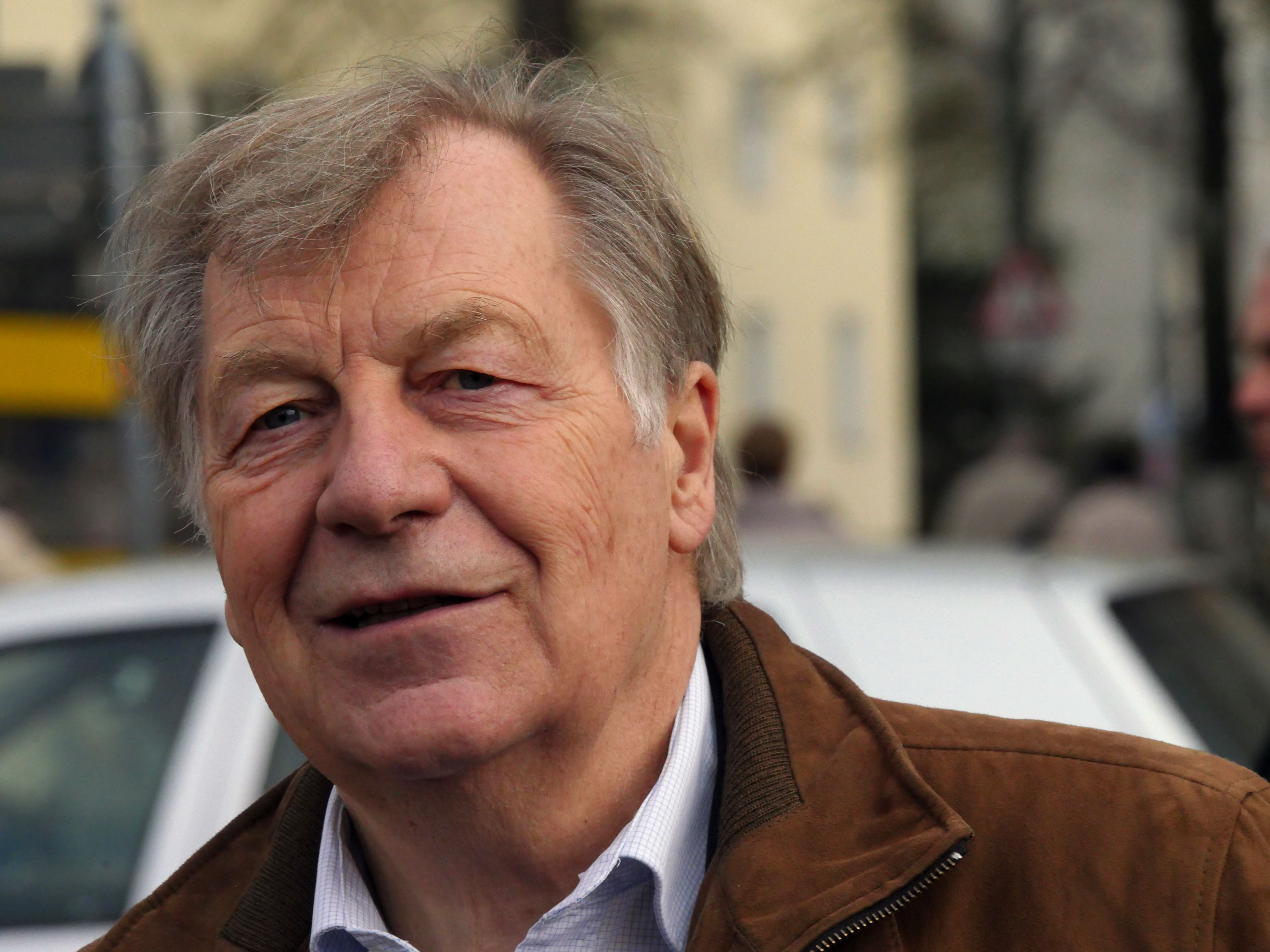
Oberbürgermeister Eberhard Diepgen

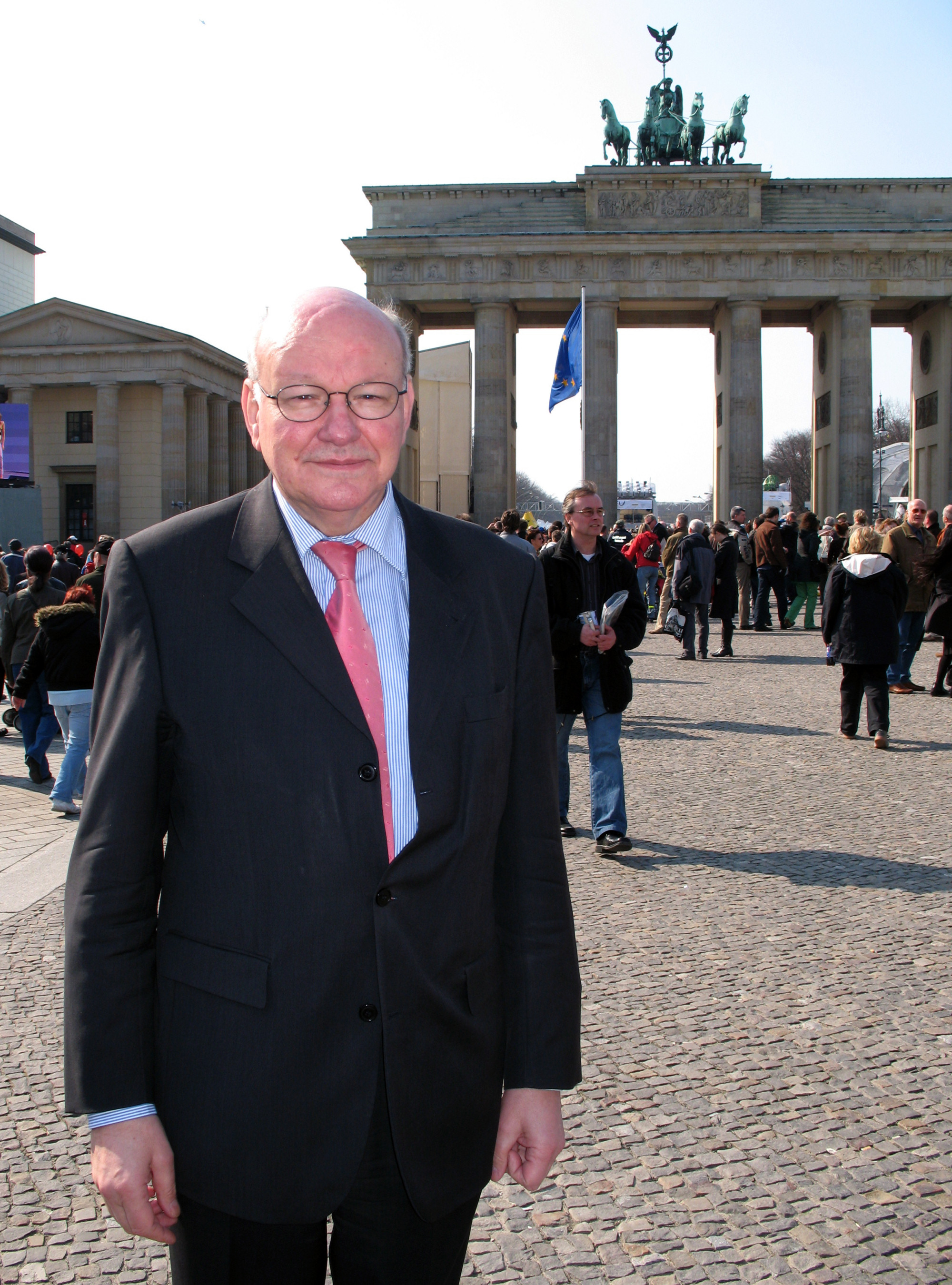
Oberbürgermeister Walter Momper

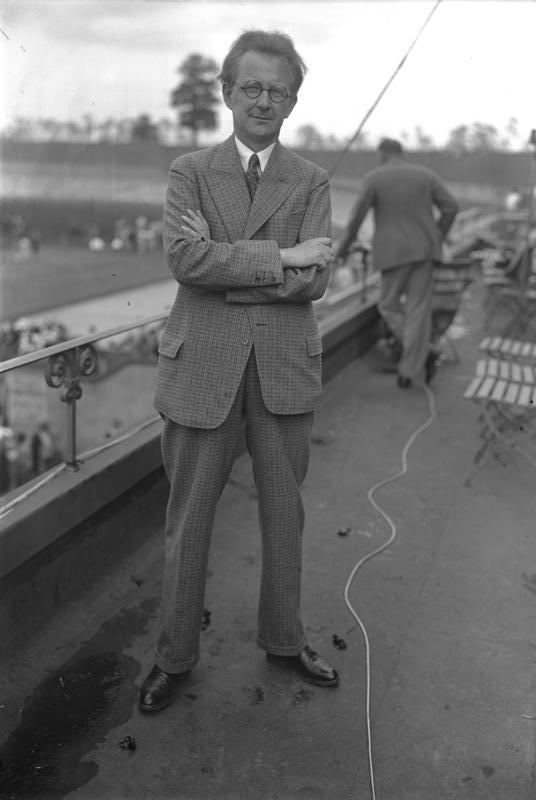
FU-Rektor Edwin Redslob

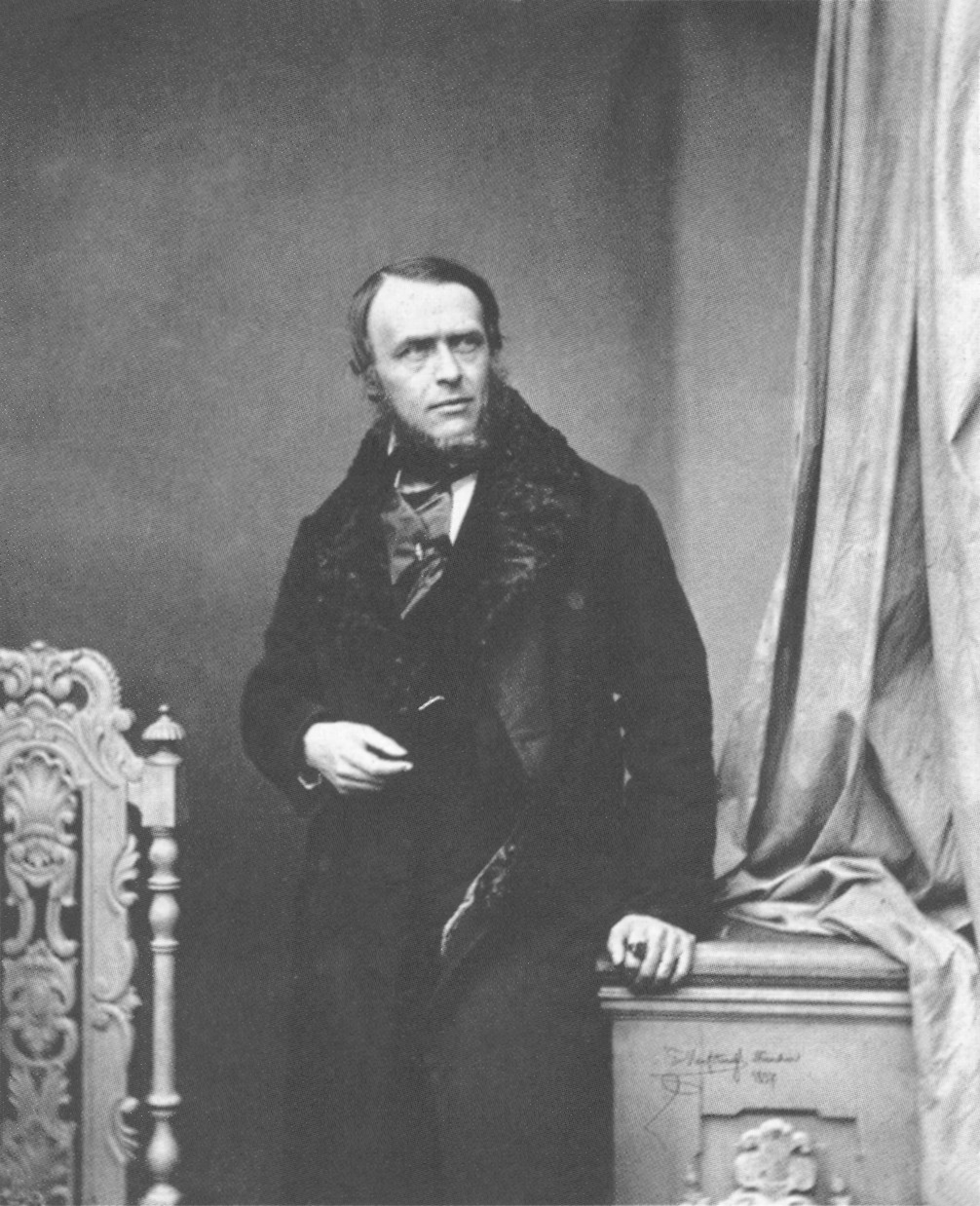
Historiker Heinrich von Sybel

- Heinrich von Achenbach (1885–1899), Staatsminister und Oberpräsident der Provinz Brandenburg
- Friedrich Adler (1876–1907), Geheimer Oberbaurat
- Theobald von Bethmann Hollweg (1902–1921), Preußischer Innenminister, Reichskanzler
- Gustav Böß (1925–1946), Oberbürgermeister Berlins von 1921 bis 1930
- Johannes Bolte (1925–1937), Philologe, Vorsitzender des Vereins für Volkskunde, Mitglied der Akademie der Wissenschaften
- Waldemar Bonnell (1913–1915), Rektor der Luisenschule
- Eduard Brandt (1937–1948), Fabrikbesitzer (Klebstoffherstellung), Vereinsschatzmeister
- Willy Brandt (1965–1992), Regierender Bürgermeister, Bundeskanzler von 1969 bis 1974, Friedensnobelpreisträger 1971
- Hans Brendicke (1919–1925), Schriftsteller, Redakteur
- Baron K. von Bühler (1876–1896), Direktor der Staatsarchive in Moskau, Kaiserlich Russischer Hofmeister
- Karl Bullemer (1968–1984), Geschäftsführer des Wirtschaftsverbandes Berliner Brauereien e.V., Schriftführer des Vereins
- Paul Clauswitz (1890–1927), Stadtarchivar von 1879 bis 1912, Leiter der Magistratsbibliothek
- Alfred von Conrad (1910–1914), Wirklicher Geheimer Rat, Oberpräsident der Provinz Brandenburg, Leiter der Reichskanzlei
- Johann von Dallwitz (1910–1919), Preußischer Innenminister von 1910 bis 1914, Statthalter in Elsaß-Lothringen 1914 bis 1918
- Eberhard Diepgen (seit 2014), Regierender Oberbürgermeister von Berlin von 1984 bis 1989 und von 1991 bis 2001
- Hermann Duncker (1890–1893), Geheimer Rat
- Theodor Fontane (1890–1898), Schriftsteller
- Max von Forckenbeck (1884–1892), Regierender Oberbürgermeister von Berlin 1878 bis 1892
- Gustav Konrad Heinrich von Goßler (1885–1902), Preußischer Kultusminister von 1881 bis 1891
- Hugo Guiard (1909–1919), Rechnungsrat, Bibliothekar des Vereins
- Erich Hammer (1937–1943), Bankvorsteher
- Hans von Hammerstein-Loxten (1903–1905), preußischer Innenminister
- Bruno Harms (1967), Vereinsvorsitzender von 1961 bis 1967
- Bernhard Hoeft (1944–1945), Rektor, Schriftsteller, Ranke-Forscher
- Walter Hoffmann-Axthelm (1978–2001), Facharzt, Medizinhistoriker, Vereinsvorsitzender von 1967 bis 1978
- Ludwig Holle (1908–1909), Preußischer Kultusminister 1907 bis 1909
- Friedrich Holtze (1904–1929), Kammergerichtsrat, Geheimer Justizrat, Historiker
- Friedrich Wilhelm Holtze (1879–1908), Professor, Geheimer Regierungsrat, Bibliothekar der Kriegsakademie
- Willy Hoppe (1944–1960), Historiker, ab 1937 Universitätsrektor in Berlin
- Traugott von Jagow (1914–1941), Polizeipräsident in Berlin von 1906 bis 1916, Mitbeteiligter am Kapp-Putsch von 1920, wegen Beihilfe zum Hochverrat vom Reichsgericht verurteilt
- Ernst Kaeber (1960–1961), Stadtarchiv- bzw. Landesarchivdirektor von 1913 bis 1937 sowie von 1945 bis 1955; Leiter der Senatsbibliothek
- Martin Kirschner (1900–1912), Oberbürgermeister Berlins von 1898 bis 1912
- Bogislaw von Kleist (1905–1910), Oberst
- Richard Knoblauch (1937–1952), Kommerzienrat, Mitinhaber der Böhmisches Brauhaus KG. a. A.
- Reinhold Koser (1900–1914), Historiker, Generaldirektor der Preußischen Staatsarchive
- Friedrich Krüner (1923–1928), Professor Dr. phil.
- Leopold Karl Wilhelm August Freiherr von Ledebur (1876–1877), Historiker, Geheimer Regierungsrat, Direktor der Königlichen Kunstkammer
- Arthur Lessing (1968–1974), Bankbeamter der Deutschen Bank, Schatzmeister des Vereins ab 1936
- Friedrich Wilhelm von Loebell (1914–1931), Preußischer Innenminister von 1914 bis 1917, Oberpräsident von Brandenburg
- Albert von Levetzow (1885–1903), Landesdirektor der Provinz Brandenburg, Wirklicher Geheimer Rat, Reichstagspräsident
- Guido von Madai (1884–1892), Wirklicher Geheimer Rat, Polizeipräsident von Berlin 1872 bis 1885
- Willibald Meyer (1938–1940), Architekt
- Robert Mielke (1935–1935), Professor an der Technischen Hochschule, Schriftsteller, Volkskundeforscher
- Friedrich von Moltke (1908–1927), Preußischer Innenminister von 1907 bis 1910, Mitglied des Preußischen Herrenhauses
- Walter Momper (seit 2014), Regierender Oberbürgermeister von Berlin von 1989 bis 1991, Präsident des Abgeordnetenhauses von 2001 bis 2011
- Walter Mügel (1973–1980), Obermagistratsrat, Verwaltungsleiter des Bürgerhaus-Hospitals und der Frauenklinik Charlottenburg
- Eduard Muret (1898–1904), Oberlehrer, Sprachforscher (u. a. Wörterbuch Muret-Sander)
- Siegfried Nestriepke (1963), Kulturpolitiker, Stadtrat, Theaterleiter (Freie Volksbühne)
- Louis Noel (1925–1933), Oberst a. D., Vereinsvorsitzender von 1921 bis 1930
- Walther G. Oschilewski (1978–1987), Schriftsteller, Chefredakteur, Lehrbeauftragter an der Freien Universität Berlin
- Hermann Oxfort (2000–2003), Senator für Justiz 1975 bis 1976 und 1983 bis 1985, Bürgermeister von Berlin, Vereinsvorsitzender von 1985 bis 1999
- Otto Pniower (1925–1932), Provinzialkonservator von Berlin, Direktor des Märkischen Museums von 1907 bis 1924
- August Wilhelm Prinz von Preußen (1912–1949), Kronprinz
- Edwin Redslob (1965–1973), Kunsthistoriker, Reichskunstwart bis 1933, Rektor der Freien Universität Berlin
- Karl Sachsse (1884–1891), Oberpostdirektor, Geheimer Postrat, Vereinsvorsitzender von 1879 bis 1883
- Karl Siegismund (1925–1932), Verlagsbuchhändler, Geheimer Hofrat, Mitbegründer der Deutschen Bücherei in Leipzig
- Adolf II. Fürst zu Schaumburg-Lippe (1913–1936), von 1911 bis 1918 letzter regierender Fürst zu Schaumburg-Lippe
- Ernst Günther zu Schleswig-Holstein (1912–1921), Herzog von Schleswig-Holstein, Schwager von Kaiser Wilhelm II.
- Erich Schmidt (1910–1913), Historiker, Universitätsrektor
- Louis Schneider (1871–1878), Vereinsvorsitzender von 1868 bis 1878
- Rudolf Schreiber (1925–1935), Polizeihauptmann a. D.
- Rudolf Wilhelm von der Schulenburg (1915–1930), Oberpräsident der Provinz Brandenburg von 1914 bis 1917
- Johannes Schultze (1881–1976), Staatsarchivrat, Historiker
- Petrus Schulz (1925–1936), Pralinenfabrikant
- Wilhelm Schwartz (1885–1899), Gymnasialdirektor
- Adolf Stölzel (1890–1919), Präsident der Justizprüfungskommission, Mitglied des Herrenhauses
- Ernst von Stubenrauch (1908–1909), Landrat des Kreises Teltow von 1885 bis 1907, Polizeipräsident von Berlin ab 1908
- Konrad von Studt (1900–1921), Preußischer Kultusminister von 1899 bis 1907
- Heinrich Karl Ludolf von Sybel (1887–1895), Direktor der Staatsarchive, Mitglied der Akademie der Wissenschaften
- August von Trott zu Solz (1909–1938), Preußischer Kultusminister von 1909 bis 1917
- Christoph Voigt (1938–1946), Marine-Oberzahlmeister und Marine-Schriftsteller
- Wilhelm Wattenbach (1887–1897), Historiker
- Franz Weinitz (1925–1930), Kunsthistoriker
- Richard von Weizsäcker (1984–2015), Regierender Bürgermeister von 1981 bis 1984, Bundespräsident von 1984 bis 1994, seit 1990 Ehrenbürger von Berlin
- Adolf Wermuth (1912–1927), Oberbürgermeister Berlins von 1912 bis 1920, Mitglied des Preußischen Herrenhauses
- Walter von Zur Westen (1944–1948), Richter, Senatspräsident
- Emil Wutzky (1961–1963), Gewerkschafter, Stadtrat, Stadtältester ab 1949
- Robert Zelle (1893–1901), Oberbürgermeister Berlins von 1892 bis 1898